# David E. Rowe
David E. Rowe (11 de agosto de 1950) é um historiador da ciência e da matemática estadunidense.
Rowe estudou matemática e história da ciência na Universidade de Oklahoma. Obteve um doutorado na Universidade da Cidade de Nova Iorque. Foi editor do periódico Historia Mathematica. É desde 1992 professor de história da matemática e ciências naturais da Universidade de Mainz.
Em 2018 foi palestrante do Congresso Internacional de Matemáticos no Rio de Janeiro.

## Obras
- Editor com Robert J. Schulmann: Einstein on Politics – his private thoughts and public stands on nationalism, zionism, war, peace and the bomb, Princeton University Press, 2007.
- com Karen Parshall: The Emergence of the American Mathematical Research Community, 1876–1900. J.J. Sylvester, Felix Klein, and E.H. Moore, AMS/LMS History of Mathematics Series, Volume 8, Providence: American Mathematical Society, 1994.
- Editor com McCleary: The History of Modern Mathematics: Ideas and their Reception, Academic Press, Volume 1, 1989 (incluindo Rowe: Klein, Lie, and the Geometric Background of the Erlangen Program), Volume 2, 1990
- Klein, Hilbert, and the Göttingen Mathematical Tradition, Osiris, Volume 5, 1989, p. 186–213.